# Кім Бутен
Кім Бутен (фр. Kim Boutin) — канадська ковзанярка та шорт-трековичка, що спеціалізується на шорт-треку, олімпійська медалістка, призерка чемпіонатів світу. 
Бронзову олімпійську медаль Бутен виборола на дистанції 500 метрів на Пхьончханській олімпіаді, і ще одну на дистанції 1500 метрів . На дистанції 1000 метрів Бутен фінішувала другою і отримала срібну медаль.

## Олімпійські ігри
| Рік  | Місто                     | 500 метрів | 1000 метрів | 1500 метрів | Е | ЗЕ  |
| ---- | ------------------------- | ---------- | ----------- | ----------- | - | --- |
| 2018 | Пхьончхан, Південна Корея | 3          | 2           | 3           | 8 | Н/Д |
| 2022 | Пекін, Китай              | 3          |             |             |   | 6   |

## Зовнішні посилання
- Досьє на сайті Міжнародного союзу ковзанярів [Архівовано 7 лютого 2022 у Wayback Machine.]

## Виноски
1. ↑  Women's 500 metres results. Архів оригіналу за 16 грудня 2019. Процитовано 14 лютого 2018.
2. ↑  Women's 1500 metres results. Архів оригіналу за 16 грудня 2019. Процитовано 30 квітня 2018.
3. ↑  Women's 1000 metres results. Архів оригіналу за 16 грудня 2019. Процитовано 30 квітня 2018.